# Brevisiana
Brevisiana é um género de percevejos pertencentes à família Cicadidae.
As espécies deste género podem ser encontradas na África Austral.
Espécies:
- Brevisiana brevis (Walker, 1850)
- Brevisiana niveonotata (Butler, 1874)
- Brevisiana quartaui Boulard, 1972